# Gianfilippo Usellini

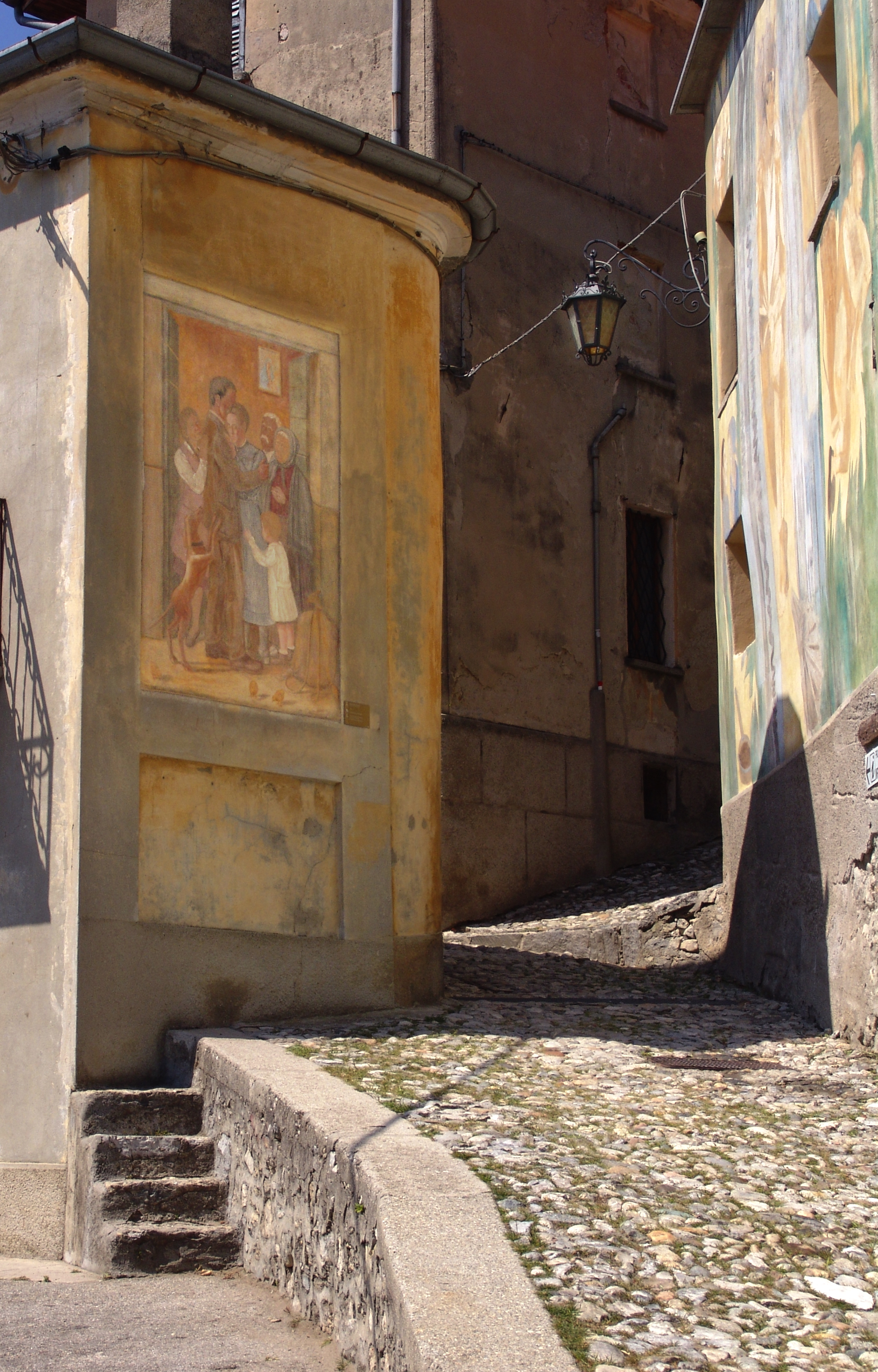
Gianfilippo Usellini,
Il ritorno dell'emigrante, 1962,
affresco, Arcumeggia (Varese)

Gianfilippo Usellini (Milano, 7 maggio 1903 – Arona, 21 agosto 1971) è stato un pittore italiano.

## Biografia
Nasce a Milano nel 1903. Inizia a dipingere giovanissimo, intorno ai  sedici anni d'età. Dopo gli studi classici studia all'Accademia di Belle Arti di Brera  con Ambrogio Alciati e si diploma nel 1927.
Già nel 1926 è invitato ad esporre alla Biennale di Venezia. Partecipa alla Prima Quadriennale di Roma nel 1931.
È vicino al movimento di Novecento, ma non prende parte alle mostre del gruppo. 
Sono gli anni in cui giunge a definire il suo linguaggio artistico,  caratterizzato da un metafisico classicismo ispirato alla grande pittura italiana del '400. Si dedica anche alla pittura murale e al mosaico. 
Dal 1928 al 1940 tiene la cattedra di decorazione applicata alla Scuola Superiore d'Arte Applicata all'Industria del Castello Sforzesco di Milano. Insegna anche disegno alla Società Umanitaria di Milano dal 1935 al 1937. 

Dal 1940 al 1960 insegna al Liceo Artistico di Brera.
Dal 1961 al 1963 ad Arcumeggia (Varese) insegna affresco in corsi estivi tenuti per i migliori allievi delle varie Accademie di Belle Arti italiane.
Dal 1961 è titolare della cattedra di Decorazione e affresco all'Accademia di Brera, fino alla sua morte (Arona, 1971).

## Opere
Nel 1935 realizza nella Sala del Consiglio Provinciale di Sondrio sei grandi encausti parietali, raffiguranti attività tipiche della Valtellina: mietitura, vendemmia, tessitura, filatura, pesca, alpeggio, caccia, industria del legno, lavorazione del granito e alpinismo.

Nel 1948 tiene una sua prima personale negli Stati Uniti.
Nel 1960 realizza le quattro grandi tele per le scuole medie di Vimercate dedicate alle principali attività spirituali e materiali dell'uomo, ora conservate nel MUST museo del territorio vimercatese.
Nel 1962 realizza ad Arcumeggia l'affresco: Il ritorno dell'emigrante. Nel 1967 esegue ad Arcumeggia la decorazione di una cappelletta votiva con affreschi illustranti Sant'Antonio abate e San Rocco.
Negli ultimi anni della sua vita realizza una Deposizione per il Museo d'Arte Sacra del Vaticano.